# Johnny Young and his Chicago Blues Band
Johnny Young and his Chicago Blues Band — дебютний студійний альбом американського блюзового музиканта Джонні Янга, випущений у 1966 році лейблом Arhoolie Records. У записі взяли участь учасники гурту Мадді Вотерса, зокрема Отіс Спенн і Джеймс Коттон.

## Опис
У 1965 році продюсер Кріс Штрахвіц вирішив записати дебютний сольний альбом на своєму лейблі Arhoolie. На момент запису першої платівки Янгу було 47 років. Запис вібдувся 11 листопада 1965 року на студії Sound Studios в Чикаго, Іллінойс, її здійснював Піт Велдінг, власник лейблу Testament, який вже мав великий досвід роботи з Янгом.
Фактично, Янгу акомпанував гурт Мадді Вотерса: Отіс Спенн (фортепіано) і Джеймс Коттон (губна гармоніка), Джиммі Лі Морріс (бас) і С. П. Лірі (ударні). Усього було записано 12 композицій Янга, причому в чотирьох він грав на мандоліні, в інших — на гітарі. Стилістично матеріал альбому являє собою жорсткий чиказький блюз, без елементів джазу, соула або естрадного ритм-енд-блюзу. Найбільше в альбомі виділяється дебютна «Wild, Wild Woman» із крикливим вокалом Янга і бурхливою грою Коттона на губній гармоніці. «Keep Your Nose Out of My Business» — кантрі-блюзовий дует Янга і Спенна на мандоліні і фортепіано відповідно. «Stealin'» — рідкісне бугі на мандоліні, яке є давньою танцювальною мелодією, суттєво переробленою Янгом.
У 1990 році перевиданий на CD разом з іншим альбомом Chicago Blues (1968).

## Список композицій
1. «Wild, Wild Woman» (Джонні Янг)
2. «Keep Your Nose Out of My Business» (Джонні Янг)
3. «I'm Having a Ball» (Джонні Янг)
4. «My Trainfare Out of Town»
5. «I'm Doing All Right»
6. «Stealin'»
7. «Keep on Drinking»
8. «Hot Dog!»
9. «Come Early in the Morning»
10. «Moaning and Groaning» (Джонні Янг)
11. «Crosscut Saw»
12. «Slam Hammer»

## Учасники запису
- Джонні Янг — вокал, гітара, мандоліна
- Джеймс Коттон — губна гармоніка
- Отіс Спенн — фортепіано
- Джиммі Лі Морріс — бас
- С.П. Лірі — ударні

Технічний персонал
- Кріс Штрахвіц — продюсер
- Піт Велдінг — фотографія обкладинки
- Вейн Поуп — дизайн обкладинки